# Fernand Buyle
Fernand Buyle (3 de março de 1918 - 22 de janeiro de 1992) foi um futebolista belga que competiu na Copa do Mundo FIFA de 1938.